# Kanton Béthune-Nord
Der Kanton Béthune-Nord war von 1973 bis 2015 ein französischer Kanton im Arrondissement Béthune, im Département Pas-de-Calais und in der Region Nord-Pas-de-Calais; sein Hauptort war Béthune.
Der Kanton lag im Mittel 25 Meter über dem Meeresspiegel, zwischen 18 Meter in Annezin und 70 Meter in Chocques.

## Gemeinden
Der Kanton bestand aus fünf Gemeinden und einem Teil der Stadt Béthune (angegeben ist die Gesamteinwohnerzahl, im Kanton lebten etwa  9.200 Einwohner der Stadt):
| Gemeinde           | Einwohner Jahr | Fläche km² | Bevölkerungsdichte | Code INSEE | Postleitzahl |
| ------------------ | -------------- | ---------- | ------------------ | ---------- | ------------ |
| Annezin            | 5.923 (2013)   | 6,1        | 971 Einw./km²      | 62035      | 62232        |
| Béthune            | 25.463 (2013)  | –          | – Einw./km²        | 62119      | 62400        |
| Chocques           | 2.961 (2013)   | 7,95       | 372 Einw./km²      | 62224      | 62920        |
| Oblinghem          | 269 (2013)     | 1,27       | 212 Einw./km²      | 62632      | 62920        |
| Vendin-lès-Béthune | 2.416 (2013)   | 3,63       | 666 Einw./km²      | 62841      | 62232        |
| Verquigneul        | 1.951 (2013)   | 3,54       | 551 Einw./km²      | 62847      | 62113        |